# 王振耀 (軍人)
王振耀（1919年4月—2009年12月26日），河北顺平人，中国人民解放军海军高级将领。
1919年4月生，1937年12月参加八路军，1939年2月加入中共。
在晋察冀军区第3军分区第10团当过战士，后来干过分区教导队学员、班长、代理排长，分区通信连总机班长。后任晋察冀军区第1军分区通讯连党支部书记，分区警卫连副指导员、指导员，分区龙华支队连指导员。
国共内战时期任第一野战军冀察纵队6旅18团营教导员，第20兵团66军198师594团政治处副主任。
中华人民共和国成立后任第66军198师594团政治处主任、副政委、师政治部副主任、副政委。
后进入中国人民解放军政治学院学习，毕业后调入海军，任海军工程学院训练部政委，学院政治部主任、副政委。
后调任海军第一水面舰艇学校（今海军大连舰艇学院）政委。